# Prinzregentenplatz (stanice metra v Mnichově)
Prinzregentplatz (zkratka PZ) je stanice mnichovského metra ležící na lince U4, otevřená 27. února 1988. Je pojmenována podle Leopolda Bavorského. Architekti byli Alexander Freiherr von Branca, Heinz Hilmer, Christoph Sattler a kancelář Bielinski. Stěny jsou vykládány mramorem.

## Galerie

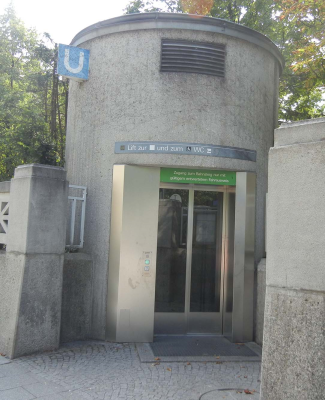
Výtah
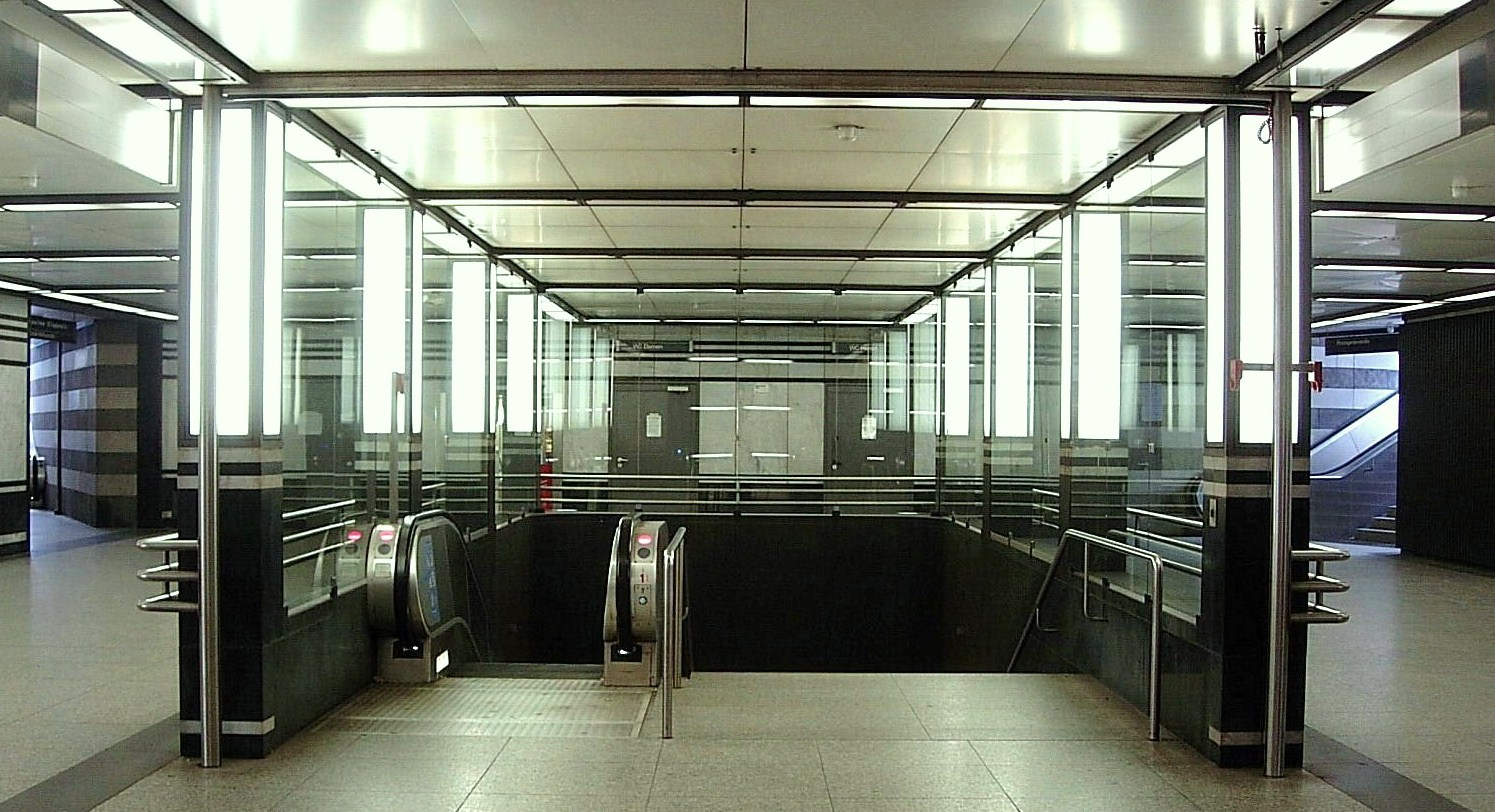
Hala